# CL Водолея
CL Водолея (лат. CL Aquarii) — одиночная переменная звезда в созвездии Водолея на расстоянии (вычисленном из значения параллакса) приблизительно 27202 световых лет (около 8340 парсеков) от Солнца. Видимая звёздная величина звезды — от +15,5m до +14,3m.

## Характеристики
CL Водолея — жёлто-белая пульсирующая переменная звезда типа RR Лиры (RRAB) спектрального класса F. Эффективная температура — около 6623 К.